# Brigada de Eliberare a Eufratului
Brigada de Eliberare a Eufratului (în arabă: Liwa Tahrir al-Furat) este o miliție siriană majoritar arabă care operează în Războiul Civil Sirian ca parte a Consiliului Militar Manbij (CMM) înființat de Forțele Democratice Siriene.

## History
Brigada de Eliberare a Eufratului a fost fondată în Manbij ca parte a CMM în octombrie 2016. Inițial cu un efectiv de 250 de oameni, miliția s-a extins în timp, recrutând în special arabi din orașul Manbij și din împrejurimi. Unii din luptătorii ei sunt foști membri ai Armatei Siriene Libere care au abandonat rebeliunea împotriva lui Bashar al-Assad din cauza crescândei radicalizări islamiste a forțelor anti-guvernamentale.
Curând după formarea ei, Brigada de Eliberare a Eufratului a luptat contra Statului Islamic în Irak și Levant (SIIL) la vest de Manbij, în Bătălia de la al-Bab, în timpul căreia s-a afirmat că a fost bombardată de Forțele Aeriene Turce pe 20 noiembrie. În aprilie 2017, elemente ale Brigăzii de Eliberare a Eufratului au făcut parte dintr-un contingent de 200 luptători ai CMM care a fost trimis la al-Thawrah pentru a sprijini Forțele Democratice Siriene în capturarea orașului de la SIIL. Sub comanda lui Ibrahim Semho, miliția a luat parte și la bătălia pentru eliberarea autoproclamatei capitale a SIIL, Raqqa. Alte părți ale grupării au rămas pe linia frontului la vest de Manbij, unde cel puțin un luptător al Brigăzii a fost capturat de rebelii sprijiniți de Turcia, în mai 2017.

## Ideologie
Brigada de Eliberare a Eufratului a fost creată încă de la început ca o grupare multietnică și pro-democratică. Scopul ei declarat este să contribuie la punerea bazelor unei Sirii federale și democratice. De asemenea, miliția se opune islamismului radical.